# YDP
YDP NetworkはYouth, Development and Peace Networkの略語で、開発援助を中心とするグローバルアジェンダに取り組むユース団体と世界銀行の国際的なネットワークを指す。「将来の世代を担うユースが、グローバルアジェンダについて対話・発言・行動することを通じ、豊かで平和な世界を実現する存在（アクター）となること」を活動理念としており、具体的には全国のユース団体（およびそれに参加する個人）がその潜在的な可能性を最大限に発現していくため、ユース団体相互のネットワークを構築することを役割としている。世界銀行の支援の下、2003年の9月に初会合が開かれ、2007年5月21日現在、日本支部であるYDP Japan Network(YDPJN)の加盟団体は61を数える。毎年、YDPJNが定例活動として開催している総会は、日本中のユース団体が集う場所となっている。